# Namninsamling
En namninsamling är ett insamlande av underskrifter som görs för, eller emot, en viss sak. Denna lista kan lämnas över till någon som ska ta ett beslut och på det sättet visa att många människor har en viss åsikt.
En protestlista är en namninsamling emot en viss sak.